# Towanda (Kansas)
Towanda est une ville du comté de Butler au Kansas.
Sa population était de 1 450 habitants en 2010.